# 木阪義胤
木阪 義胤（きさか よしたね、1904年（明治37年）1月1日 - 1944年（昭和19年）11月8日）は、日本の海軍軍人。
広島県出身で、海兵51期恩賜（4位）および海大33期。

## 経歴
軍令部部員・大本営海軍参謀を経て、1938年より米国駐在。1939年9月25日より、在米国大使館附武官補佐官として活動した後、軍務局員（2課）兼調査課員。1944年11月8日に戦死し、海軍少将に特進した。

### 軍歴
- 1923年7月14日: 海軍少尉候補生
- 1924年12月1日: 海軍少尉
- 1926年12月1日: 海軍中尉
- 1928年12月10日: 海軍大尉・敷波砲術長
- 1934年11月15日: 海軍少佐・榛名副砲長
- 1939年11月15日: 海軍中佐・駐米武官補佐官
- 1944年5月1日: 海軍大佐・第八艦隊首席参謀
- 1944年11月8日: 海軍少将

### 五・一五事件
五・一五事件では、1933（昭和8）年7月24日、神奈川県横須賀市で行われた海軍側第1回公判（山本孝治検察官、高頼治法務官、高須四郎判士長）において、海軍横須賀鎮守府軍法会議判士（軍事裁判における裁判官）として審理した。

### セ号作戦
1943年、第八艦隊参謀として、コロンバンガラ島からの撤退作戦「セ号作戦」を立案。日本軍の戦略的撤退を成功させた。

## 家系・親族
- 木阪ユク（医師）